# Зоборская грамота
Зоборские грамоты (словац. Zoborské listiny) — два старейших дошедших до наших дней документа, найденных на территории Словакии. Написаны в 1111—1113 годах по поручению венгерского короля Кальмана I Книжника (1070—1116) в Бенедиктинском аббатстве святого Ипполита на горе Зобор в городе Нитра. Касаются имущественных вопросов Зоборского аббатства. Первые упоминания о некоторых словацких населённых пунктах можно встретить именно в этих двух документах. 
Зоборские грамоты сохранились в оригинале (первая сильно повреждена, вторая сохранилась достаточно хорошо и написана на пергаменте). Обе грамоты хранятся в архиве Нитрянской епархии. 
В 2011 году, по случаю 900-го юбилея написания первой зоборской грамоты, Национальным банком Словакии выпущена серебряная памятная монета номиналом 10 евро. Автором проекта был магистр искусств Петер Валах, монета была отчеканена в Кремницком монетном дворе.

## Содержание документов

### Зоборская грамота 1111 года
Первый документ был написан 1 сентября 1111 года и касается спора (по поводу мытного сбора и церковной десятины) между Зоборским монастырём святого Ипполита и королевскими сборщиками податей. В этом документе король Кальман I подтверждает право Зоборского аббатства на владение имуществом подданных на западе и в центре Словакии. Эти владения зоборские бенедиктинцы получили от венгерского короля Иштвана I. Документ, скорее всего, написан членом капитула — грамматиком Виллермом, который преподавал в монастыре грамоту, что доказывает, что на Зоборе уже в те времена была школа. Видимо, школа стала преемницей великоморавской школы, которой после ухода Мефодия из Великой Моравии управлял епископ Вихинг.

### Зоборская грамота 1113 года
Второй документ, датируемый 1113 годом, содержит сводный перечень владений Зоборского аббатства. Учитывая тот факт, что в документе упоминаются названия более 150 деревень и различных населённых пунктов, документ является чрезвычайно ценным топографическим источником по географии Западной Словакии начала XII века. Документ свидетельствует также об организации религиозной жизни монахами-бенедиктинцами. Бенедиктинский монастырь святого Ипполита у подножия горы Зобор был самым старшим в Словакии и перестал существовать ещё во времена правления короля Матьяша I (1443—1490).
Почти все имена лиц и наименований населённых пунктов, упомянутых в обоих документах, — словацкие, но встречаются также немецкие и латинизированные формы. Это говорит о том, что Нитрянские земли ещё в XII веке, то есть много времени спустя после распада империи Святополка I, были важным центром словацкого этногенеза. Это также указывает на постепенное включение неславянских этносов в славянскую среду и создание административных и культурно-религиозных элементов. В документах не упоминаются венгерские имена и названия, что свидетельствует о том, что Нитра, как бывший центр монархии, в XII и, вероятно, в середине XIII века сохранила славянский характер.
По мнению историков, оба зоборских документа были написаны писарями бенедиктинского аббатства на горе Зобор либо в Нитрянском капитуле. Палеографический анализ показывает, что документы писали монахи-выходцы с французско-немецкой границы. Влияние французской и немецкой орфографии вызывает частые случаи искажения словацких названий населённых пунктов, рек, гор и прочих географических объектов.